# Tętnica bębenkowa dolna
Tętnica bębenkowa dolna (łac. arteria tympanica inferior) – w anatomii człowieka gałąź tętnicy gardłowej wstępującej. Jest jedną z tętnic zaopatrujących jamę bębenkową.
Po odejściu od naczynia macierzystego tętnica bębenkowa dolna, wraz z nerwem bębenkowym biegnie przez kanalik bębenkowy do jamy bębenkowej. Na wzgórku przekształca się w sieć gałązek zespalających się z innymi tętniczkami zaopatrującymi jamę bębenkową, tzn. tętnicą bębenkową przednią, tętnicą bębenkową tylną, tętnicą bębenkową górną oraz gałęzią szyjno-bębenkową tętnicy szyjnej wewnętrznej.